# Vilde Ingstad
Vilde Mortensen Ingstad (* 18. Dezember 1994 in Oslo, Norwegen) ist eine norwegische Handballspielerin, die dem Kader der norwegischen Nationalmannschaft angehört.

## Karriere
Vilde Ingstad begann im Jahre 2002 das Handballspielen bei Nordstrand IF. Ab der Saison 2014/15 lief die Kreisläuferin für Oppsal IF auf. Im Sommer 2016 schloss sie sich dem dänischen Erstligisten Team Esbjerg an. Mit Team Esbjerg gewann sie 2019, 2020 und 2023 die dänische Meisterschaft sowie 2017, 2021 und 2022 den dänischen Pokal. Im Jahr 2018 wurde sie zu Dänemarks Handballerin der Jahres gewählt. Ab der Saison 2023/24 stand sie beim rumänischen Erstligisten CSM Bukarest unter Vertrag. Mit Bukarest gewann sie 2024 und 2025 sowohl die rumänische Meisterschaft als auch den rumänischen Pokal. Zur Saison 2025/26 wechselte sie zum ungarischen Erstligisten Ferencváros Budapest.
Vilde Ingstad lief 26-mal für die norwegische Jugend- sowie 34-mal für die Juniorinnennationalmannschaft auf. Mit diesen Auswahlmannschaften nahm sie an der U-18-Weltmeisterschaft 2012, an der U-19-Europameisterschaft 2013 und an der U-20-Weltmeisterschaft 2014 teil. Bei der U-18-WM gewann sie die Bronzemedaille. Am 9. Oktober 2014 gab sie ihr Debüt für die norwegische Nationalmannschaft. Ingstad gewann mit Norwegen bei der Weltmeisterschaft 2015, bei der Europameisterschaft 2016, bei der Weltmeisterschaft 2021 und bei der Europameisterschaft 2022 jeweils die Goldmedaille sowie bei der Weltmeisterschaft 2017 und Weltmeisterschaft 2023 die Silbermedaille. Bei den Olympischen Spielen 2024 gewann sie die Goldmedaille. Im letzten Vorrundenspiel zog sie sich einen Kreuzbandriss zu.